# Damien Francis
Damien Jerome Francis, jamajški nogometaš, * 27. februar 1979, Wandsworth, Anglija, Združeno kraljestvo.
Francis je nekdanji vezni igralec, ki je odigral eno tekmo za jamajško nogometno reprezentanco.